# Flexibles Mehrkörpersystem
Mit einem flexiblen Mehrkörpersystem bezeichnet man in der Technischen Mechanik, einem Teilgebiet der Physik, ein Mehrkörpersystem, in dem ein oder mehrere Körper deformierbar sind. 
Ein deformierbarer Körper ist z. B.:
- ein längsdeformierbarer Stab,
- ein Biegebalken (Deformation: Biegung und evtl. Längsdehnung),
- eine Scheibe (ebene Deformation eines allgemeinen Körpers),
- eine Platte,
- eine Schale,
- ein allgemein deformierbarer räumlicher Körper (z. B. durch Finite Elemente diskretisiert.)

Die Deformation kann sowohl elastisch als auch inelastisch (z. B. elasto-plastisch, viskos, …) sein. Deshalb spricht man auch von flexiblen und nicht von elastischen Mehrkörpersystemen.
Der Unterschied zu Mehrkörpersystemen mit starren Körpern besteht darin, dass zusätzliche Freiheitsgrade zur Beschreibung der Deformation mit in die Formulierung aufgenommen werden und berechnet werden müssen.
In der Literatur haben sich viele Methoden zur Beschreibung flexibler Mehrkörpersysteme durchgesetzt, wobei die meisten aus dem Bereich der Finiten Elemente stammen.
Man unterscheidet im Wesentlichen
- kleine Deformationen,
- große Deformationen mit kleinen Verzerrungen,
- große Deformationen mit großen Verzerrungen.

## Einige Formulierungen für flexible Mehrkörpersysteme
Grundsätzlich unterscheidet man bei den Formulierungen zwischen großen und kleinen Deformationen, und ob Rotationen für die Diskretisierung verwendet werden, oder Verschiebungsgrößen.
In der folgenden Liste wird versucht, einige deutsche Übersetzungen für gängige englische Begriffe zu geben:
- Mitbewegte Referenzkonfiguration-Formulierung (floating frame of reference formulation)
- Inkrementelle Formulierung (incremental formulation)
- „Vektor großer Rotationen“-Formulierung (large rotation vector formulation)
- Natürliche Koordinaten (natural coordinates)
- Totale Lagrange’sche Finite Elemente-Formulierung (total Lagrange)
- Absolute Knotenkoordinaten-Formulierung (absolute nodal coordinate formulation)

## Mitbewegte Referenzkonfiguration
Zur Beschreibung kleiner Deformationen hat sich die Methode der mitbewegten Referenzkonfiguration (floating frame of reference formulation) bewährt. Diese Methode wird zur Beschreibung der Deformation von Körpern, welche große Rotationen unterliegen, verwendet und wurde schon vor der Einführung der Mehrkörpersysteme genutzt.
In dieser Formulierung setzt sich die Position {\displaystyle \mathbf {r} }
eines Punktes {\displaystyle \mathbf {X} } im Körper {\displaystyle j}
aus Starrkörpertranslation {\displaystyle \mathbf {r} _{0}}, 
Starrkörperrotation, ausgedrückt durch eine Rotationsmatrix {\displaystyle \mathbf {R} }, und einer (meist kleinen) 
Deformation {\displaystyle \mathbf {u} ^{(f)}} zusammen,
{\displaystyle \mathbf {r} =\mathbf {r} _{0}+\mathbf {R} (\mathbf {X} -\mathbf {I} )+\mathbf {R} \mathbf {u} ^{(f)}}
Die Deformation wird wie in den Finiten Elementen z. B. mit Hilfe eines Ritz’schen Ansatzes im Ort diskretisiert:
{\displaystyle \mathbf {u} _{f}=\sum \limits _{i=1}^{n}\mathbf {N} _{i}(\mathbf {X} )\mathbf {q} _{i}^{(f)}(t)}
Dabei stellen {\displaystyle \mathbf {N} _{i}(\mathbf {X} )} die Ansatzfunktionen im Ort dar und 
{\displaystyle \mathbf {q} _{i}^{(f)}(t)} sind die {\displaystyle n} generalisierten Koordinaten, welche zusätzlich mit Hilfe der Bewegungsgleichungen berechnet werden müssen.

## Inkrementelle Formulierung
Die inkrementelle Formulierung wird in Finiten Elementen hauptsächlich für Strukturelemente zur Modellierung großer Deformationen verwendet, wobei Elemente (z. B. Balken, Schalen, …) mittels Position und Rotationsparameter beschrieben werden. In den einzelnen Berechnungsschritten wird das Inkrement der Rotationen verwendet, welches von der linearisierten Rodriguez Formel abgeleitet wird. Diese Vereinfachung führt zu Fehlern und möglicherweise Instabilitäten, dennoch ist diese Formulierung eine der gängigsten im Bereich der Finiten Elemente.

## Vektor großer Rotationen
Diese Formulierung dient zur Modellierung großer Deformationen und wurde im Kreis des bekannten Forschers Juan C. Simo (1986) entwickelt. Es werden Rotationen interpoliert und keine Näherungen getroffen, wodurch man auch von einer geometrisch exakten Formulierung spricht. Bei der Lösung von Gleichungen, welche auf dieser Formulierung beruhen, treten Fehler in der Approximation der Rotationen auf, welche sich wesentlich auf die Erhaltung von Energie und Drehimpuls auswirken. Deshalb werden speziell für solche Systeme entwickelte Zeitintegrationsverfahren verwendet, welche Energie und Drehimpuls auch in der zeitlichen Näherung erhalten.

## Natürliche Koordinaten
siehe  J. Garcia de Jalon und E. Bayo in Kinematic and Dynamic Simulation of Multibody Systems.

## Absolute Knotenkoordinaten-Formulierung
Eine der neuesten Formulierungen auf dem Gebiet der flexiblen Mehrkörpersysteme, entwickelt von A.A. Shabana, beruht auf sogenannten absoluten Knotenkoordinaten, wobei ein Unterschied zur herkömmlichen Definition in Finiten Elementen besteht. Die Absolute Knotenkoordinaten-Formulierung verwendet sowohl Verschiebungen (meistens ausgedrückt durch die Position) als auch die Richtungsableitungen der Position mehrerer Punkte eines Körpers und dient zur Modellierung großer Deformationen. Die Knotenkoordinaten dienen als Freiheitsgrade für die Beschreibung der Deformation von Balken (meist 2 Knoten) oder Schalen (meist 4 Knoten). Da keine Rotationsfreiheitsgrade eingeführt werden, müssen die Ansatzfunktionen so gewählt werden, dass beliebige Starrkörpertranslationen und -rotationen sowie Deformationen dargestellt werden können. 
Durch diese Beschreibung wird verhindert, dass übliche Probleme von Rotationsfreiheitsgraden (s. o.) nicht mehr auftreten, allerdings kommt als Nachteil hinzu, dass diese Elemente extrem hohe Steifigkeiten (Querdehnung) enthalten. Die Richtungsableitungen, welche in der räumlichen Formulierung den Gradienten im Knotenpunkt darstellen, können verwendet werden, um ohne Zwangsbedingung zwei Balken starr oder frei drehbar miteinander zu verbinden.